# Puchar Polski w piłce siatkowej mężczyzn (1990/1991)
Puchar Polski w piłce siatkowej mężczyzn 1990/1991 – 34. sezon rozgrywek o siatkarski Puchar Polski, rozgrywany od 1932 roku.

## Klasyfikacja końcowa
| Miejsce | Drużyna         |
| ------- | --------------- |
| 1.      | AZS Olsztyn     |
| 2.      | AZS Częstochowa |
| 3.      | Czarni Radom    |
| 4.      | Stal Nysa       |